# ABN AMRO World Tennis Tournament 2021
ABN AMRO World Tennis Tournament 2021 (hoặc Giải quần vợt Rotterdam Mở rộng) là một giải quần vợt nam thi đấu trên mặt sân cứng trong nhà. Giải đấu diễn ra tại Rotterdam Ahoy ở Rotterdam, Hà Lan từ ngày 1 đến ngày 7 tháng 3 năm 2021. Đây là lần thứ 48 Giải quần vợt Rotterdam Mở rộng được tổ chức, và là một phần của ATP Tour 500 trong ATP Tour 2021.

## Điểm và tiền thưởng

### Phân phối điểm
| Sự kiện | VĐ  | CK  | BK  | TK | Vòng 1/16 | Vòng 1/32 | Q  | Q2 | Q1 |
| Đơn     | 500 | 300 | 180 | 90 | 45        | 0         | 20 | 10 | 0  |
| Đôi     | 500 | 300 | 180 | 90 | 0         | —         | —  | —  | —  |

### Tiền thưởng
| Sự kiện | VĐ      | CK      | BK      | TK      | Vòng 1/16 | Vòng 1/32 | Q2     | Q1     |
| Đơn     | €89,265 | €66,000 | €47,000 | €32,000 | €20,000   | €11,500   | €5,300 | €2,800 |
| Đôi*    | €29,100 | €22,500 | €16,500 | €11,250 | €7,700    | —         | —      | —      |

*mỗi đội

## Nội dung đơn

### Hạt giống
| Quốc gia | Tay vợt               | Xếp hạng1 | Hạt giống |
| -------- | --------------------- | --------- | --------- |
| RUS      | Daniil Medvedev       | 3         | 1         |
| GRE      | Stefanos Tsitsipas    | 6         | 2         |
| GER      | Alexander Zverev      | 7         | 3         |
| RUS      | Andrey Rublev         | 8         | 4         |
| ESP      | Roberto Bautista Agut | 13        | 5         |
| BEL      | David Goffin          | 15        | 6         |
| CAN      | Félix Auger-Aliassime | 19        | 7         |
| SUI      | Stan Wawrinka         | 20        | 8         |

- 1 Bảng xếp hạng vào ngày 22 tháng 2 năm 2021.[2]

### Vận động viên khác
Đặc cách:
- Robin Haase
- Andy Murray
- Botic van de Zandschulp
- Alexander Zverev

Miễn đặc biệt:
- Egor Gerasimov

Vượt qua vòng loại:
- Jérémy Chardy
- Márton Fucsovics
- Marcos Giron
- Cameron Norrie

### Rút lui
- Matteo Berrettini → thay thế bởi  Adrian Mannarino
- Pablo Carreño Busta → thay thế bởi  Lorenzo Sonego
- Dan Evans → thay thế bởi  Nikoloz Basilashvili
- Taylor Fritz → thay thế bởi  Tommy Paul
- Filip Krajinović → thay thế bởi  Alejandro Davidovich Fokina
- Gaël Monfils → thay thế bởi  Kei Nishikori
- Rafael Nadal → thay thế bởi  Reilly Opelka
- Milos Raonic → thay thế bởi  Alexander Bublik
- Casper Ruud → thay thế bởi  John Millman
- Denis Shapovalov → thay thế bởi  Jan-Lennard Struff

## Nội dung đôi

### Hạt giống
| Quốc gia | Tay vợt              | Quốc gia | Tay vợt           | Xếp hạng1 | Hạt giống |
| -------- | -------------------- | -------- | ----------------- | --------- | --------- |
| COL      | Juan Sebastián Cabal | COL      | Robert Farah      | 3         | 1         |
| CRO      | Nikola Mektić        | CRO      | Mate Pavić        | 8         | 2         |
| NED      | Wesley Koolhof       | POL      | Łukasz Kubot      | 19        | 3         |
| BRA      | Marcelo Melo         | NED      | Jean-Julien Rojer | 36        | 4         |

- 1 Bảng xếp hạng vào ngày 22 tháng 2 năm 2021.

### Vận động viên khác
Đặc cách:
- Robin Haase /  Matwé Middelkoop
- Petros Tsitsipas /  Stefanos Tsitsipas

Vượt qua vòng loại:
- Sander Arends /  David Pel

### Rút lui
Trước giải đấu
- Ivan Dodig /  Filip Polášek → thay thế bởi  Ben McLachlan /  Kei Nishikori
- Rajeev Ram /  Joe Salisbury → thay thế bởi  Sander Gillé /  Joran Vliegen
- Jannik Sinner /  Stan Wawrinka → thay thế bởi  Dušan Lajović /  Stan Wawrinka
- Pierre-Hugues Herbert /  Nicolas Mahut → thay thế bởi  Pierre-Hugues Herbert /  Jan-Lennard Struff

## Nhà vô địch

### Đơn
- Andrey Rublev đánh bại  Márton Fucsovics, 7–6(7–4), 6–4

### Đôi
- Nikola Mektić /  Mate Pavić đánh bại  Kevin Krawietz /  Horia Tecău, 7–6(9–7), 6–2